# Uno H. Eliasson
Uno Helmer Eliasson, född 1939, är en svensk botaniker och mykolog. Han är verksam på Institutionen för biologi och miljövetenskap vid Göteborgs universitet, där han bland annat ägnat sig åt systematisk botanik. Auktorsnamnet Eliasson kan användas för Uno H. Eliasson i samband med ett vetenskapligt namn inom botaniken; se Wikipediaartiklar som länkar till auktorsnamnet.